# ATP Shenzhen Open 2016
ATP Shenzhen Open 2016 byl tenisový turnaj pořádaný jako součást mužského okruhu ATP World Tour, který se hrál na otevřených dvorcích s tvrdým povrchem Plexipave komplexu Shenzhen Longgang Sports Center. Probíhal mezi 26. zářím až 2. říjnem 2016 v čínském Šen-čenu jako třetí ročník turnaje.
Turnaj s rozpočtem 704 140 amerických dolarů patřil do kategorie ATP World Tour 250. Nejvýše nasazeným hráčem ve dvouhře se stal devátý tenista světa a obhájce titulu Tomáš Berdych z České republiky. Jako poslední přímý účastník do hlavní singlové soutěže nastoupil 107. gruzínský hráč žebříčku Nikoloz Basilašvili..
V jubilejním třicátém finále kariéry  získal první trofej v sezóně Čech Tomáš Berdych, jež znamenala třinácté turnajové vítězství z dvouhry na okruhu ATP Tour. První společnou trofej ve čtyřhře vybojoval italsko-švédský pár Fabio Fognini a Robert Lindstedt, pro něhož to byl dvacátý deblový titul na okruhu ATP.

## Rozdělení bodů a finančních odměn

### Rozdělení bodů
| Soutěž  | vítězové | finalisté | semifinalisté | čtvrtfinalisté | 16 v kole | 32 v kole | Q  | Q3 | Q2 | Q1 |
| ------- | -------- | --------- | ------------- | -------------- | --------- | --------- | -- | -- | -- | -- |
| dvouhra | 250      | 150       | 90            | 45             | 20        | 0         | 12 | 6  | 0  | 0  |
| čtyřhra | 250      | 150       | 90            | 45             | 0         |           |    |    |    |    |

### Finanční odměny
| Soutěž                              | vítězové | finalisté | semifinalisté | čtvrtfinalisté | 16 v kole | 32 v kole | Q2     | Q1     |
| ----------------------------------- | -------- | --------- | ------------- | -------------- | --------- | --------- | ------ | ------ |
| dvouhra                             | $114 000 | $60 090   | $32 550       | $18 545        | $10 930   | $6 475    | $2 915 | $1 460 |
| čtyřhra                             | $34 660  | $18 220   | $9 870        | $5 650         | $3 310    | —         | —      | —      |
| částka ve čtyřhře je uvedena na pár |          |           |               |                |           |           |        |        |

## Mužská dvouhra

### Nasazení
| Stát                         | Hráč             | ATP | Nasazení |
| ---------------------------- | ---------------- | --- | -------- |
| Česko                        | Tomáš Berdych    | 9.  | 1.       |
| Belgie                       | David Goffin     | 14. | 2.       |
| Francie                      | Richard Gasquet  | 17. | 3.       |
| Austrálie                    | Bernard Tomic    | 22. | 4.       |
| Německo                      | Alexander Zverev | 27. | 5.       |
| Francie                      | Benoît Paire     | 38. | 6.       |
| Itálie                       | Fabio Fognini    | 43. | 7.       |
| Česko                        | Jiří Veselý      | 51. | 8.       |
| Žebříček ATP k 19. září 2016 |                  |     |          |

### Jiné formy účasti
Následující hráči obdrželi divokou kartu do hlavní soutěže:
- Li Če
- Akira Santillan
- Čang Ce

Následující hráči postoupili z kvalifikace:
- Ryan Harrison
- Luca Vanni
- Andrew Whittington
- Mischa Zverev

Následující hráč postoupil z kvalifikace jako tzv. šťastný poražený:
- Thomas Fabbiano[1]

### Odhlášení
před zahájením turnaje
- Alexandr Dolgopolov → nahradil jej Íñigo Cervantes
- Daniel Evans → nahradil jej Lukáš Rosol
- Taylor Fritz → nahradil jej Jošihito Nišioka
- Alexander Zverev[1] → nahradil jej Thomas Fabbiano

## Mužská čtyřhra

### Nasazení
| Stát                                                                    | Hráč              | Stát        | Hráč           | ATP | Nasazení |
| ----------------------------------------------------------------------- | ----------------- | ----------- | -------------- | --- | -------- |
| Filipíny                                                                | Treat Conrad Huey | Bělorusko   | Max Mirnyj     | 41. | 1.       |
| Rakousko                                                                | Oliver Marach     | Francie     | Fabrice Martin | 67. | 2.       |
| Chorvatsko                                                              | Mate Pavić        | Nový Zéland | Michael Venus  | 75. | 3.       |
| Austrálie                                                               | Chris Guccione    | Brazílie    | André Sá       | 88. | 4.       |
| Žebříček ATP k 19. září 2016; číslo je součtem umístění obou členů páru |                   |             |                |     |          |

### Jiné formy účasti
Následující páry obdržely divokou kartu do hlavní soutěže:
- Kung Mao-sin /  Čang Ce
- Li Če /  Čang Č’-čen

## Přehled finále

### Mužská dvouhra
- Tomáš Berdych vs.  Richard Gasquet, 7–6(7–5), 6–7(2–7), 6–3

### Mužská čtyřhra
- Fabio Fognini /  Robert Lindstedt vs.  Mate Pavić /  Michael Venus, 7–6(7–4), 6–3